# Denville Township
Denville Township est un township du comté de Morris au New Jersey, aux États-Unis.